# Helmut Schwämmlein
Helmut Schwämmlein (* 17. August 1944 in Amberg; † 20. März 2003) war ein deutscher Musikwissenschaftler, Musikpädagoge und Ensemble-Leiter im Bereich Alte Musik.

## Biographie
Helmut Schwämmlein war hauptberuflich als Gymnasiallehrer für Musik am Albrecht-Altdorfer-Gymnasium in Regensburg tätig. 1985 promovierte er über den Amberger Renaissance-Komponisten Mathias Gastritz.
1973 gründete Schwämmlein – anfangs zusammen mit seinem Vater Karl Schwämmlein – das Ensemble Musica Antiqua Ambergensis, das sich auf die Aufführung Alter Musik aus dem Zeitraum 1200–1630 in historischer Aufführungspraxis spezialisierte. Schwerpunkt der Arbeit bildete die Musik der Oberen Pfalz, ihrer früheren Hauptstadt Amberg sowie der Freien Reichsstadt Regensburg. Dabei entwickelte das Ensemble die Konzertreihe Spectaculum Musicae als offene Konzertform mit einer Mischung aus historischer Musik, Tanz, Pantomime und Theater. Das Repertoire ist durch zahlreiche Tonträger, Aufnahmen für Rundfunk und Fernsehen sowie Konzerte im In- und Ausland dokumentiert. Nach dem Tod Schwämmleins löste sich die Musica Antiqua Ambergensis auf. Einige der Ensemblemitglieder gründeten das Nachfolgeensemble ... sed vivam!

## Diskographie
Als Leiter der Musica Antiqua Ambergensis:
- Musik der Renaissance aus der kurfürstlichen Stadt Amberg. Carus, Stuttgart 1976. FSM 43 121 (LP)
- Spectaculum Musicae. Carus, Stuttgart 1980. FSM 63112 (LP)
- Festivitas. Carus, Stuttgart 1983. FSM 63114 (LP)
- Commedia Musicale. Carus, Stuttgart 1987. Carus 83.110 (CD)
- O Sinne Miin. Regensburg 1998. LLCD 251230 (CD)

## Werke
- Helmut Schwämmlein: Mathias Gastritz, ein Komponist der „Oberen Pfalz“ im 16. Jahrhundert – Leben und Werk. Bosse, Regensburg o. J. 1985, ISBN 3-7649-2313-X.

## Auszeichnungen
- 1980: Kulturförderpreis der Stadt Regensburg
- 1996: Bundesverdienstkreuz am Bande
- 2000: Nordgaupreis des Oberpfälzer Kulturbundes in der Kategorie „Musik“